# Eschweilera rionegrense
Eschweilera rionegrense é uma espécie de lenhosa da família Lecythidaceae.
Apenas pode ser encontrada no seguinte país: Brasil, no Amazonas. Foi encontrada apenas em  uma localidade no alto Rio Negro
Está ameaçada por perda de habitat.